# Melitta Sollmann
Melitta Sollmann (Gotha, 20 augustus 1958) is een voormalig rodelaarster uit Duitsland.
In 1976 werd Sollmann Europees jeugdkampioene, en in 1977 werd ze vijfde op de wereldkampioenschappen rodelen.
In 1979 werd ze nationaal kampioene van Oost-Duitsland, alsmede Europees en wereldkampioene.
In 1980 nam Sollmann deel aan de Olympische Winterspelen in Lake Placid, waar ze de zilveren medaille haalde.